# Хронический остеомиелит
Хронический остеомиелит — хронические гнойное воспаление костного мозга. Является осложнением недолеченного острого остеомиелита. Хронический остеомиелит опасен своими осложнениями.

## Причины
- Острый остеомиелит;
- Необработанный открытый перелом.

## Симптомы
Обычно в период ремиссии (спокойствия) симптомы отсутствуют или выражены в незначительной мере. В период обострений появляются симптомы острого остеомиелита.

## Осложнения
- Гнойный артрит;
- Флегмона;
- Сепсис.